# Ștefan Preda
Pour les articles homonymes, voir Preda.
Ștefan Gabriel Preda est un footballeur roumain né le 18 juin 1970 à Ploiești.

## Carrière
- 1993-1997 :  Petrolul Ploiești
- 1998-2001 :  Dinamo Bucarest
- 2001 :  Astra Ploiești
- 2001-2002 :  Universitatea Craiova
- 2002 :  Dinamo Bucarest
- 2002-2003 :  Argeș Pitești
- 2003-2004 :  Dinamo Bucarest
- 2004-2006 :  Argeș Pitești
- 2006 :  Unirea Urziceni
- 2006-2007 :  Chimia Brazi

## Palmarès

### Sélections
- 3 sélections et 0 but avec l'équipe de Roumanie entre 1994 et 1995.

### Petrolul Ploiești
- Vainqueur de la Coupe de Roumanie en 1995

### Dinamo Bucarest
- Champion de Roumanie en 2000 et 2004
- Vainqueur de la Coupe de Roumanie en 2000, 2001 et 2004